# ハプログループD (mtDNA)
ハプログループD (mtDNA)（ハプログループD (ミトコンドリアDNA)、英: Haplogroup D (mtDNA)）とは、分子人類学で用いられる、人類のミトコンドリアDNAハプログループ（型集団）の分類のうち、ハプログループMを祖先に持ち「4883 5178A 16362」により定義されるものである。

## 分布
ハプログループDは48000年前に東アジアで誕生し、東アジア・東南アジア・北アジア・中央アジアそしてアメリカ大陸に至るまで広範囲に観察される。形質人類学におけるモンゴロイドの分布域と概ね重なる。日本人の約40%がこの系統に属し、D4は日本人の35%以上が属す最も高頻度のグループとなっているが、D5は僅か5%程度となっている。長寿の傾向がある遺伝子とされている。日本以外では朝鮮半島（韓国 28.86% D4・3.54% D5・32.59% D; 26.6% D4・7.4% D5・34.0% D; 34.19% D）や中国（漢族 16.624% D4・6.350% D5・0.305% D6・23.279% D）にも多く、東アジア集団を特徴づけるグループといえる。D4のサブクレードであるD1とD4h3aはパレオインディアンの遺骨でも現代アメリカ大陸先住民の間でも広く分布しているが、D4e1のサブクレードであるD2とD4b1cのサブクレードであるD3は北アジア及びアメリカ大陸北辺（エスキモー・アレウト）にまたがって分布している。
日本で見られるmtDNAハプログループDのサブクレードは多種多様だが、特にD4a1（5.3%）、D4e2（5.3%）、D4b2b1（5.1%）、D4g1（3.1%）、D4c1（2.7%）、D4b2a（2.0%）、D4a2（1.1%）、D4b1a1（1.0%）、D5a1（1.0%）が多い。

## 下位系統
大別すると「D4」と「D5・D6」という2つの系統がある。
- D
  - D4 (3010, 8414, 14668): 日本人で最も多いグループであり[8][9][10][11][12][13]、北東アジアでよくみられ、日本人、朝鮮民族などでは最も高頻度で観察されるタイプであり、とりわけ日本人に於いてその頻度が高い。[7][6][17][18][19][5][20] ウィルタ、ブリヤート、カルムイク人、テレンギト人などでも最もよく見られるタイプである[17][21]。中国・中国西部・中央アジア、アメリカ先住民で広く観察される[22][23][24][25][26][27][28]。パレオ・インディアンやロシア沿海州（悪魔の門）及び中国東北部の新石器時代初期の遺跡（吉林省大安市にあるホウタオムガ遺跡、内モンゴル自治区通遼市にあるハミンマンハ遺跡等）でも最も頻繁に見られるハプログループである。
    - D1 アメリカ先住民
    - D4a 日本（7.7%[4]、8.7%[6]、9.1%[29]）、韓国（4.9%[6]、5.1%[29]）、中国（3.240%[16]）、タイ王国（バンコク）
      - D4a1 日本[30]（5.3%[4]）、韓国[31]、中国（0.125%[16]）[31]、台湾（稀）[31]、ロシア（ネギダール1人[31]）、アメリカ合衆国（稀）[31]
        - D4a1a 日本[30]（1.4%[4]）、韓国[30]、中国（0.023%[16]）
        - D4a1b 日本[30][31]（1.0%[4]）、中国（0.046%[16]）
        - D4a1c 韓国[30]、日本[30]（0.5%[4]）、中国（0.014%[16]）
        - D4a1d 日本[30]（0.2%・東北地方・中部北陸地方[4]、千葉県[31]、東京都[31]、愛知県[31]、鳥取県[31]）
        - D4a1e 中国（黒竜江省ダウール族1人[31]、漢族1人[31]）、台湾（漢族1人[31]）、インド（ディラングモンパ族1人[31]）、ロシア[30]（ヤクート1人[31]）
          - D4a1e1 日本[30]（0.1%・関東甲信越地方[4]、愛知県[31]、熊本県[31]）、中国（ウイグル族[31]）、アメリカ合衆国[31]

        - D4a1f 日本[30][31]
          - D4a1f1 日本[30][31]（0.1%・中部北陸地方[4]）

        - D4a1g 中国（バルガ族1人[31]、食道癌患者1人[31]、天津市漢族1人[16]、江西省漢族1人[16]）
        - D4a1h 日本[30]（千葉県等[31]）、韓国1人[31]
        - D4a1i （D4a1+T16093C） 韓国[31]、アメリカ合衆国[31]
        - D4a1j （D4a1+C16320T） 日本（東京都[31]）
        - D4a1k （D4a1+T16086C）
        - D4a1l （D4a1+T593C） 韓国[30]、日本[30]
        - D4a1m （D4a1+A735G） 日本[30]

      - D4a2 日本[30]（1.1%[4]、愛知県等[31]）
        - D4a2a 日本[30]（0.5%・北海道地方・東北地方・中部北陸地方・近畿地方[4]、愛知県、千葉県、東京都等[31]）
        - D4a2b 日本[30][31]（0.3%・北海道地方・中部北陸地方[4]）
        - D4a2c 韓国[30]

      - D4a3
        - D4a3a 中国[30]（0.231%[16]）
          - D4a3a1 中国[30]（0.092%[16]、湖南省漢族1人・食道癌患者1人[31]）
          - D4a3a2 (D4a3a+A14013G) 韓国[30]、日本[30][31]、中国（遼寧省漢族1人・江蘇省漢族1人・計0.009%[16]）

        - D4a3b 中国[30]（0.522%[16]）、日本（0.4%[4]）
          - D4a3b1 韓国[30][31]、日本[30][31]（0.2%・東北地方・関東甲信越地方[4]）
          - D4a3b2 中国[30]（0.268%[16]、青島市・福建省・広東省等[31]）、台湾[31]、シンガポール[31]
          - D4a3b3 （D4a3b+G7805A） 台湾[31]
          - D4a3b4 （D4a3b+C15040T） 韓国[31]、カザフスタン[31]
          - D4a3b5 （D4a3b+A9254G） 日本[30]

      - D4a4 日本[30]（0.3%・九州地方・近畿地方・中部北陸地方[4]、東京都等[31]）
      - D4a5 中国（チャムド市チベット人等[31]、漢族 0.258%[16]）、ミャンマー[31]
      - D4a6 中国[30]（0.286%[16]）、モーリシャス[30]
      - D4a7 中国（貴州省ミャオ族・湖南省漢族[31]、漢族 0.369%[16]）、台湾（漢族・ツォウ族[31]）、ベトナム（キン族[31]）
      - D4a8 中国[30]（福建省漢族[31]、漢族 0.097%・主に台湾及び福建省[16]）、台湾（漢族[31]）
      - D4a9 日本[30]、韓国[31]、中国[30]（北京市漢族等[31]）
      - D4a10 (D4a+A5582G) タイ王国[31]、ベトナム（Mang族[31]）、中国（広東省客家等[31]）、シンガポール[31]
      - D4a11 (D4a+C9518T) ラオス[31]
      - D4a12 (D4a+A16162G) 中国[31]、アメリカ合衆国[31]
      - D4a13 (D4a+C6551T) 韓国[30][31]、日本[30][31]
      - D4a14 (D4a+G5054C) 中国[31]
      - D4a15 (D4a+T6965C) 中国[31]
      - D4a16 (D4a+C14485T) 中国[31]
      - D4a18 (D4a+G225A) 韓国[31]

    - D4b 日本（10.6%[4]、9.4%[6]、6.6%[29]）、韓国（6.1%[29]、6.9%[6]）、中国（漢族 3.987%[16]）
      - D4b1 日本[30]
        - D4b1a
          - D4b1a1 日本（1.0%・北海道地方・東北地方・関東甲信越地方・中部北陸地方・近畿地方[4]、東京都・千葉県・愛知県等[31]）、韓国[31]、中国（漢族 0.037%[16]）
          - D4b1a2 ロシア[30]、カザフスタン[30]、ポーランド[30]、アメリカ合衆国（先住民[30]）、カナダ[30]、中国[30]（漢族 0.138%[16]）、ハンガリー[30]、リトアニア[30]、トルコ[30]、ウクライナ[30]
          - D4b1a3 (D4b1a+T7270C) 中国（安徽省漢族1人・黒竜江省ダウール族1人・内蒙古自治区バルガ族1人[31]）、タイ王国（ヤオ族1人[31]）

        - D4b1b'd
          - D4b1b 日本（1.1%・北海道地方・東北地方・関東甲信越地方・中部北陸地方[4]）、中国（0.203%[16]）、台湾[31]
            - D4b1b1 日本[30]（0.7%・北海道地方・中部北陸地方・近畿地方[4]、岐阜県・東京都・愛知県・千葉県等[31]）、中国（0.028%[16]）
            - D4b1b2
              - D4b1b2a (D4b1b2+T14584C) 日本（愛知県等[31]）
              - D4b1b2b 中国[30]（湖南省漢族1人・湛江市漢族1人[31]）、台湾[31]

            - D4b1b3 (D4b1b+G10172A)  韓国、中国

          - D4b1d タイ王国[31]、中国[30]（漢族 0.055%[16]、コーラオ族[31]）

        - D4b1c
          - D3 中国[30]（オロチョン族・バルガ族[31]）、モンゴル[31]、ロシア[30]（マンシ・ガナサン・ユカギール・エヴェン・ハムニガン・エヴェンキ・ブリヤート・ヤクート[31]）、カナダ（イヌイット）、グリーンランド（イヌイット）
          - D4b1c1 ドイツ[30]、古代のイタリア（バーリ出土の今より約1700年前の人骨２体[31]）

      - D4b2 TMRCA 16567.3（SD 2692.7）年前[32]
        - D4b2a 日本[30][31]（2.0%[4]）、韓国[31]、中国（0.042%[16]）、キルギス[31]、アメリカ合衆国[30][31]
        - D4b2b TMRCA 12932.3（SD 2805.2）年前[32]
          - D4b2b1 日本[30][31]（5.1%[4]）、韓国[31]（群山市の朝鮮三国時代・六世紀中葉の甕棺墓に埋葬された1体の遺骨[33]）、中国（漢族 0.097%[16]、ウイグル族[31]）、ロシア（ブリヤート[31]）、イラン（ペルシア人[31]）
          - D4b2b2 中国（0.683%[16]）
            - D4b2b2a
              - D4b2b2a1 日本[30]（0.2%・北海道地方・東北地方・中部北陸地方[4]、千葉県・東京都[31]）
                - D4b2b2a1a (D4b2b2a1+G205A) 日本[30][31]（千葉県・愛知県[31]）、ロシア[30]（カルムイク人1人[31]）

              - D4b2b2a2 (D4b2b2a+C15754T) ベトナム（ラチ族[31]）、台湾[31]
              - D4b2b2a3 (D4b2b2a+A11098G) 中国[31]

            - D4b2b2+T16223C 中国（土家族・河南省漢族[31]）、台湾[31]
              - D4b2b2b 韓国[30]、中国[30]（漢族 0.291%[16]、黒竜江省ダウール族・ロシア族・北京市漢族[31]）、シンガポール[31]、モンゴル（ウムヌゴビ県出土の今より約2095年前の人骨１体 DA45[31]）

            - D4b2b2c 中国[30]（0.055%[16]）、ロシア[30]（ブリヤート[31]）
            - D4b2b2d (D4b2b2+C922T) 韓国[31]、中国[31]

          - D4b2b3 日本[30]（0.3%・東北地方・中部北陸地方[4]、愛知県・東京都等[31]）
          - D4b2b4 ロシア[30]（トゥヴァ[31]）、中国[30]（四川省プミ族・湖南省漢族等[31]）、インド（シェルドゥクペン族[31]）
          - D4b2b5 ロシア[30]（ハムニガン・ブリヤート[31]）、中国[30]（バルガ族・僜族等[31]）、台湾[30]
          - D4b2b6 中国[30]（0.286%[16]）、韓国[31]、モンゴル[31]、カザフスタン[31]、アルメニア[31]
          - D4b2b7 中国[30]（福建省・浙江省[31]）、台湾（客家[31]）
          - D4b2b8 (D4b2b+G14384A) 中国[31]、サウジアラビア[31]
          - D4b2b9
          - D4b2b10
          - D4b2b11
          - D4b2b12
          - D4b2b13
          - D4b2b14
          - D4b2b15 中国、韓国
          - D4b2b22

        - D4b2d 中国[31]
          - D4b2d+T6407C 韓国[31]
            - D4b2d+T6407C+C16287T モンゴル[31]、ロシア（ハムニガン[31]）、中国（バルガ族[31]、ブリヤート族[31]）

    - D4c
      - D4c1
        - D4c1a 日本[30]（1.9%・中部北陸地方・東北地方・北海道地方・関東甲信越地方・近畿地方[4]、東京都・愛知県・岐阜県等[31]）、韓国[31]、中国（0.060%[16]）
          - D4c1a1 日本[30]（0.2%・近畿地方・中部北陸地方[4]、千葉県・東京都等[31]）、中国（タシュクルガンキルギス族1人[31][34]、吉林省漢族1人・安徽省漢族1人・山東省漢族1人計0.014%[16]）
          - D4c1a2 (D4c1a+T9084C) 日本（東京都[31]）

        - D4c1b 日本（0.8%・沖縄地方等[4]、岐阜県[31]）、中国（モンゴル族[31]）、カザフスタン
          - D4c1b1 日本[30]（0.6%・東北地方・中部北陸地方[4]、愛知県・千葉県・東京都等[31]）、韓国（慶尚南道[31]、群山市の朝鮮三国時代・六世紀中葉の甕棺墓に埋葬された4体の遺骨[33]）、中国（0.046%[16]）、アメリカ合衆国（ニューヨーク[31]）
          - D4c1b2 日本[30]（0.1%・東北地方・中部北陸地方[4]、愛知県等[31]）

      - D4c2
        - D4c2a'd (D4c2+T4233C)
          - D4c2a ロシア[30]（ウリチ・ザバイカリエ地方・ブリヤート・ハムニガン[31]）、中国（バルガ族[31]）、イラン[30]
          - D4c2d (D4c2+T4233C+A385G) トルクメニスタン[30]、ドイツ[30]

        - D4c2b カザフスタン[30]、ロシア[30]、中国[30]、ウクライナ[30]、モンゴル[31]、キルギス[31]、トルコ[31]
        - D4c2c 日本[30]（0.5%・中部北陸地方・東北地方・九州地方[4]、愛知県・東京都等[31]）、韓国[31]、中国（0.0046%・遼寧省漢族1人[16]）

    - D4d 韓国[30]、日本[30]（0.1%・関東甲信越地方[4]、愛知県[31]）、中国（黒竜江省ダウール族[31]）
    - D4e
      - D4e1'3 (D4e+C9536T) 
        - D4e1 トルコ[30]、中国（福建省[31]、新疆ウイグル自治区出土の今より約2553年前の人骨1体[31]、漢族 1.05%[16]）、台湾[31]、シンガポール[31]、ロシア（バシコルトスタン[31]）、チェコ[31]、スウェーデン[31]
          - D2 ロシア（チュクチ族・エスキモー等）、アメリカ合衆国（先住民等）、メキシコ、中国、スコットランド、ウェールズ、ドイツ、スイス
            - D2a ロシア（アレウト族[31]）
              - D2a1 カナダ（ニューファンドランド先住民の遺骨1体 BTK75[31]）、グリーンランド（先住民の遺骨1体 Saqqaq[31]ことInuk[30]）
                - D2a1a ロシア[30]（アレウト族[31]）、アメリカ合衆国（先住民等[30]）
                - D2a1b ロシア[30]（エスキモー[31]）、アメリカ合衆国[31]

              - D2a2 ロシア[30]（チュクチ族・エスキモー[31]）、アメリカ合衆国（先住民[30]）、メキシコ[30]

            - D2b
              - D2b1 中国、カザフスタン、ロシア（カルムイク）、ベラルーシ
                - D2b1a
                  - D2b1a1 (D2b1a+A291T) ロシア（ヤクート・ユカギール・エヴェンキ[31]）
                  - D2b1a2 (D2b1a+C16148T) ロシア（ブリヤート・ハムニガン[31]）、モンゴル[31]、中国（バルガ族[31]）

              - D2b2 モンゴル[31]、ロシア（エヴェンキ[31]）、中国（バルガ族[31]）
              - D2b3 (D2b+C16266A) モンゴル[31]

            - D2c ロシア（ハムニガン・ブリヤート[31]）
            - D2d (D2+A12089C) 中国（ウイグル族[31]）
            - D2e (D2+T9095C) 中国（ウイグル族[31]）

          - D4e1a キルギス[31]、中国（アルトゥシュ市ウイグル族・チベット自治区僜族・河南省漢族[31]、漢族 0.669%[16]）、韓国[31]、日本（0.5%・北海道地方・東北地方・中部北陸地方等[4]、愛知県[31]）
            - D4e1a1 日本[30]（0.2%・九州地方・中部北陸地方[4]、愛知県・東京都・山口県[31]）、中国（0.046%[16]）
              - D4e1a1a (D4e1a1+A3316G!) 中国（江蘇省・上海市[31]）

            - D4e1a2 中国（0.106%[16]）、シンガポール[31]
              - D4e1a2a 日本[30]（0.2%・東北地方・中部北陸地方[4]、愛知県等[31]）、韓国[31]、中国（吉林省漢族1人・山東省漢族1人・計0.009%[16]）
              - D4e1a2b (D4e1a2+T16311C!) タイ王国（Mon族・中部タイ人[31]）、インド（ソノワルカチャリ族[31]）、ベトナム[31]
              - D4e1a2c (D4e1a2+T474G) 中国[31]
              - D4e1a2d (D4e1a2+A16399G) バングラデシュ（ベンガル人[30][31]）

            - D4e1a3 (D4e1a+T8119C) 中国（貴州省ミャオ族・湖南省漢族・巴馬ヤオ族自治県ヤオ族等[31]、漢族 0.157% [主に貴州省・四川省・重慶市][16]）、タイ王国（Hmong族・ヤオ族[31]）、ベトナム（フラ族・コーラオ族[31]）
            - D4e1a+C16167T タイ王国（モーケン族・ウラクラウォイ族・中部タイ人等[31]）
            - D4e1a+G8545A タイ王国（Mon族[31]）

          - D4e1c (D4e1+G14207A) メキシコ[31]、中国（広西チワン族自治区漢族1人・計0.0046%[16]）
          - D4e1e (D4e1+G6366A+C16188T) 
            - D4e1e+T16092C オーストリア[30]、フィンランド[30]、メキシコ[30]、アメリカ合衆国[30]

        - D4e3 台湾[30][31]、中国[30]（0.226%[16]）、シンガポール[31]、インド（ラチュンパ[シッキム州チベット族][31]）
          - D4e3a (D4e3+G5783A) 中国（ウイグル族[31]）
          - D4e3b (D4e3+C113T) 中国[31]
          - D4e3c (D4e3+T13443C) タイ王国（イーサーンのタイダム族・セク族[31]）
          - D4e3d (D4e3+G7859A) 中国[31]
          - D4e3e (D4e3+A15758G) 中国[31]

      - D4e2 日本[30]（5.3%[4]）、韓国[30]、アメリカ合衆国（黒人1人[31]）、中国（黒竜江省ダウール族1人[31]、漢族 0.069%[16]）
        - D4e2a 日本（0.8%・東北地方・関東甲信越地方・中部北陸地方・九州地方[4]、千葉県・東京都等[31]）、韓国（金海市大成洞12b号墓殉葬者 伽倻国 AKG_10204ことGimhae_KD12bの古人骨1体等）、中国（遼寧省漢族1人・河北省漢族1人・計0.009%[16]）
          - D4e2a1 (D4e2a+T8945C) 日本[31]、中国（湖北省1人[31]）

        - D4e2b 日本[30]（東京都・愛知県[31]）
        - D4e2c 日本[30]（0.3%・東北地方・中部北陸地方[4]、東京都等[31]）、中国（黒竜江省漢族1人・計0.0046%[16]）
        - D4e2d 日本[30]（0.1%・中部北陸地方[4]、千葉県等[31]）
        - D4e2e 日本（東京都・愛知県[31]）
        - D4e2f 日本[31]
        - D4e2g (D4e2+G16129A!) 日本[30]（東京都・千葉県・愛知県等[31]）、モンゴル[31]
          - D4e2g1 (D4e2g+G1598A) 日本[31]、韓国[31]
          - D4e2g2 (D4e2g+A14401G) 日本[30]

      - D4e4 (D4e+G14905A) ロシア（バシコルトスタン[31]）
        - D4e4c (D4e+G14905A+G8573A) モンゴル[31]、キルギス[31]
        - D4e4+A1935G ロシア（バシコルトスタン[31]）、カザフスタン[31]、インド（Dongri Bhill族[31]）、中国（新疆ウイグル自治区出土の今より約2400年前の人骨1体[31]）、オーストリア[30]
          - D4e4a (D4e4+A1935G+A8683G) 中国（ウイグル族[31]、陝西省漢族2人・計0.009%[16]）
            - D4e4a1 ロシア（エヴェンキ・ユカギール[31]）
              - D4e4a1a (D4e4a1+G16129A!) ロシア（ユカギール・エヴェン[31]）
              - D4e4a1b (D4e4a1+T7028C) インド（Coorg族[31]）

            - D4e4a2 (D4e4a+A8812G) ロシア（エヴェンキ・エヴェン[31]）、トルコ[31]、イラク[30]、中国（ウイグル族[31]）
              - D4e4a2a (D4e4a2+A16284G) ロシア（マガダン州エヴェン[31]）

            - D4e4a3 (D4e4a+G16244A) ロシア（テレウト[31]）

          - D4e4+A1935G+T10667C ロシア（ヤクート[31]）
            - D4e4+A1935G+T10667C+C2789A ロシア（バシコルトスタン[31]）、トルコ[31]

          - D4e4+A1935G+A603G ウクライナ[31]、ポーランド[31]、アメリカ合衆国（デラウェア州[31]）
          - D4e4b (D4e4+A1935G+G10310A+C12882T) ロシア（ロシア人・タタール等[31]）、モンゴル[31]
          - D4e4e (D4e4+A1935G+T16263C) セルビア人[31]、ハンガリー[30]（今より約900年前の人骨1体と今より約1000年前の人骨1体[31]）、ポーランド[30]、ルーマニア[30]、ブルガリア[30]

      - D4e5 中国（漢族 0.171%[16]）
        - D4e5a モンゴル[31]、イラン（Qashqai[31]）、日本（愛知県[31]）、中国（キルギス族・ウイグル族[31]、漢族 0.092%[16]）、ロシア（アルタイ・ブリヤート[31]）
          - D4e5a1 (D4e5a+C16173T) 中国（ウイグル族・バルガ族[31]）、カザフスタン[31]

        - D4e5b キルギス[31]、中国（アルトゥシュ市キルギス族[31]）、ロシア（バシコルトスタン[31]）、日本（東北地方・近畿地方・計0.1%[4]）
          - D4e5b1 (D4e5b+C4637T) ロシア（サハリン州ウイルタ[31]、マヤ川流域ネルカン村のエヴェン[31]）

      - D4e6 (D4e+A3492G) 中国（湖南省[31]）

    - D4f 中国（0.138%[16]）
      - D4f1 韓国[30][31]、日本[30]（0.7%・東北地方・関東甲信越地方・中部北陸地方・近畿地方[4]）、中国（バルガ族1人[31]、漢族 0.088%[16]）、カザフスタン[31]、アメリカ合衆国[31]
        - D4f1a (D4f1+A16037G) 日本[30][31]

      - D4f2 (D4f+A7746G) ロシア（ショル人[31]）、中国（新疆ウイグル自治区出土の今より約2228年前の人骨1体[31]）

    - D4g
      - D4g1 日本（3.1%・北海道地方・東北地方・中部北陸地方・近畿地方等[4]、愛知県・茨城県・千葉県・東京都等[31]）、韓国[31]、中国（0.078%[16]）、カザフスタン[31]
        - D4g1a 日本[30]（0.6%・北海道地方・東北地方・関東甲信越地方・中部北陸地方・近畿地方[4]、愛知県等[31]）、韓国[31]
          - D4g1a1 (D4g1a+T14200C) 日本[31]、韓国[31]

        - D4g1b'd (D4g1+A13512G)
          - D4g1b 日本[30]（0.7%・東北地方・関東甲信越地方・中部北陸地方・近畿地方[4]、愛知県・福岡県等[31]）、韓国[35]、台湾[31]、中国（0.042%[16]）
            - D4g1b1 (D4g1b+T4313C) 中国（黒竜江省ダウール族1人[31]）
              - D4g1b1a (D4g1b1+T10463C) 中国（ウイグル族1人[31]）、韓国[31]、ベラルーシ[31]

          - D4g1d (D4g1b'd+G6962A) コーカサス（アブハジア・チェチェン共和国[30][31]）、トルコ[31]、ウズベキスタン[31]

        - D4g1c 日本[30]（0.7%・東北地方・中部北陸地方[4]、栃木県・東京都・愛知県等[31]）、アメリカ合衆国[31]、韓国[31]、中国（天津市漢族1人・江蘇省漢族1人・計0.009%[16]）
          - D4g1c1 (D4g1c+A8929G) 日本（東京都等[31]）

      - D4g2
        - D4g2a 日本[30]（0.1%・東北地方[4]、東京都[31]）
          - D4g2a1 ミャンマー（1.0%[36]）、中国（漢族 0.840%[16]）、日本（近畿地方・計0.1%[4]）
            - D4g2a1a 日本[30]（千葉県・東京都[31]）、中国（江蘇省漢族1人・計0.0046%[16]）
            - D4g2a1b タイ王国（タイルー族[31]）、中国（四川省漢族1人・計0.0046%[16]）
              - D4g2a1b1 (D4g2a1b+C456d) 中国（広西チワン族自治区巴馬ヤオ族自治県チワン族1人[31]）
                - D4g2a1b1a (D4g2a1b1+T466C) タイ王国（タイダム族・コンムアン[31]）、ベトナム（Thai族[31]）、中国[31]

            - D4g2a1c インド（ワンチョー族[31]、ジャンムーカシミール州[31]）、ミャンマー（ラカイン族・ナガ族[36]）、タイ王国（Mon族・タイユアン族）、中国（新疆ウイグル自治区の今より約2000年前の人骨2体及び約1125年前の人骨1体等[31]）
            - D4g2a1d 中国（黒竜江省ダウール族等[31]）
            - D4g2a1e (D4g2a1+T5655C) 中国[30]、タイ王国[30]（タイユアン族[31]）、ベトナム（Thai族[31]）
            - D4g2a1f (D4g2a1+C14650T) ロシア[30]（ハムニガン族[31]）、中国（バルガ族[31]）、カナダ[31]

        - D4g2b トルコ[31]、中国（漢族 0.180%[16]）
          - D4g2b1 ロシア（ウリチ[31]）、中国（漢族 0.069%[16]、バルガ族等[31]）、日本（岡山県・東京都[31]）
          - D4g2b2 (D4g2b+G3421A) 中国[31]
          - D4g2b3 (D4g2b+G316A) ロシア（ブリヤート[31]）

        - D4g2c ロシア[30]（カラチャイ人・オセット人[31]）、グルジア[31]、トルコ[31]、台湾[31]
          - D4g2c1 (D4g2c+A13681G) 中国[31]

        - D4g2d (D4g2+T294C) 中国（河南省漢族[31]）
        - D4g2e
        - D4g2f

    - D4h
      - D4h1 日本（愛知県[31]）
        - D4h1a
          - D4h1a1 日本[30]（0.3%・東北地方・中部北陸地方・近畿地方[4]、千葉県・東京都[31]）
          - D4h1a2 日本[30]（0.2%・中部北陸地方・近畿地方[4]、愛知県等[31]）、韓国[31]、カザフ[31]、中国（天津市漢族1人・山東省漢族1人・計0.009%[16]）

        - D4h1b 日本（0.2%・北海道地方・中部北陸地方[4]）、中国（漢族 0.148%[16]）
          - D4h1b1 中国[30]
          - D4h1b2 日本[30]（東京都・愛知県[31]）

        - D4h1+C7181T
          - D4h1+C7181T+A4176G 中国（トゥ族[31]）、シンガポール[31]
          - D4h1+C7181T+C9818T 中国（黒竜江省ダウール族[31]）
          - D4h1c 中国（漢族 0.092%[16]）
            - D4h1c1 日本[30]（0.1%・中部北陸地方[4]）、韓国[31]、中国（漢族 0.065%[16]）

        - D4h1d 中国[30]（バルガ族[31]、漢族 0.074%[16]）

      - D4h2 (D4h+T13879C) ロシア[30]（ウリチ[31]）、中国[30]
      - D4h3 中国（漢族 0.023%[16]）
        - D4h3a アメリカ大陸先住民
        - D4h3b フィリピン[30]、中国[30]

      - D4h4 日本（0.1%・東北地方[4]、愛知県[31]）、中国（チベット自治区僜族[31]、漢族 0.060%[16]）、モンゴル（今より約7053年前の人骨1体[31]）
        - D4h4a
          - D4h4a1 (D4h4a+C5363T) 中国（タシュコルガンタジク自治県キルギス族[31]）
            - D4h4a1a (D4h4a1+A153G) 中国（タシュコルガンタジク自治県キルギス族[31]）、モンゴル（ウランバートル[31]）、ロシア（ハムニガン・ブリヤート[31]）

          - D4h4a2 (D4h4a+G7642A) カザフスタン[31]、中国（バルガ族[31]）、ハンガリー（今より約1000年前の人骨1体[31]）

        - D4h4b (D4h4+C14155T) キルギス[31]、中国（ウイグル族[31]）
        - D4h4c (D4h4+T10463C+A16309G) 日本[30]

    - D4i 日本（0.6%[4]）、中国（漢族 0.046%[16]）
      - D4i1 日本[30]（0.2%・中部北陸地方[4]、東京都・愛知県[31]）、中国（広東省漢族1人・山東省漢族1人・計0.009%[16]）
      - D4i2 イギリス[30]、ドイツ[30]、ハンガリー（今より約1300年前の人骨1体[31]）、ロシア[30]（ユカギール・タタール・ブリヤート・ヤクート[31]）、キルギス[31]、中国（ウイグル族・バルガ族[31]、江蘇省漢族2人・計0.009%[16]）
        - D4i2a (D4i2+A200G) ロシア（エヴェン・ユカギール・ナナイ・エヴェンキ・ヤクート[31]）、カザフ[31]
          - D4i2a1 (D4i2a+C13770T) アイルランド[31]、アメリカ合衆国（ニューヨーク[31]）

      - D4i3 (D4i+T195C!+C4936T+A16318G) 中国（新疆ウイグル自治区出土の今より約1441年前の人骨1体[31]）
        - D4i3a (D4i3+C16114T) ネパール（カトマンズ[31]）、中国（新疆ウイグル自治区出土の今より約2000年前の人骨1体[31]）
          - D4i3a1 (D4i3a+C3798T) 中国
            - D4i3a1a (D4i3a1+T10652C) 台湾（タイヤル族等[31]）、中国（湖南省漢族[31]）

      - D4i4 (D4i+G16129A!) 日本（愛知県等[31]）、韓国[31]、中国（ウイグル族1人[31]、河北省漢族1人・計0.0046%[16]）
        - D4i4a (D4i4+G228T) 日本[31]
        - D4i4b (D4i4+T9861C) 日本[31]、カンボジア[31]
        - D4i4c (D4i4+A14070G+G15734A) 日本[30]

      - D4i5 (D4i+T16356C)
        - D4i5a (D4i5+T9725C+C12432T) 中国[30]

    - D4j モンゴル（ホブド県出土の今より約3065年前の人骨I7039[31]）、韓国[30]、日本[30]（北海道・東北・中部北陸等・計1.0%[4]、千葉県[31]）、中国（漢族 1.952%[16]、ウイグル族・鳳城市漢族[31]、新疆ウイグル自治区出土の今より約2514年前の人骨JEZKL_M25-2[31]）、台湾[30]
      - D4j1 (D4j+G5262A)
      - D4j+G12501A トルコ[30]
        - D4j2 (D4j+G12501A+G5563A+G5824A) ポーランド[30]、ウクライナ（今より約2600年前のスキタイ人骨KX977305.1ことSCY006[31]）
          - D4j2+C16291T ウクライナ[30]（リヴィウ州[31]ウクライナ人）、ベラルーシ[30]、リトアニア[30]
            - D4j2a (D4j2+C16291T+G3693A) ロシア（マンシ・ケット・ヤクート[31]）

      - D4j3'11'23'28 (D4j+T16311C!)
        - D4j3 (D4j+T16311C!+C16184T) 中国（漢族 0.485%[16]）、日本（中部北陸地方等・計0.3%[4]）
          - D4j3a (D4j3+G1709A) 日本（中部北陸地方等・計0.3%[4]）、ロシア[30]（ウリチ[31]）、中国[30]（内モンゴル自治区ブリヤート族・黒竜江省ダウール族・山東省・新疆ウイグル自治区出土の今より約2514年前の人骨NLKDML_M50A[31]）
            - D4j3a+T15139C 韓国[31]
              - D4j3a1 (D4j3a+T15139C+T13656C+A16525G) 日本[30]（近畿・中部北陸・計0.2%[4]、東京都・愛知県等[31]）

          - D4j3b (D4j3+C338T) 中国（チベット自治区ローバ族・新疆ウイグル自治区ウイグル族・今より約870年前のチベット自治区Longsangquduo遺跡出土の人骨OQ707127.1ことLongsangquduo_10[31]、漢族 陝西省1人・遼寧省1人・山西省1人・河南省1人・四川省1人・計0.023%[16]）
            - D4j3b1 (D4j3b+C6584T) タイ王国（リス族[31]）

          - D4j3c (D4j3+G9055A) 日本[30]、中国（漢族 0.102%[16]、ウイグル族[31]）
          - D4j3d (D4j3+T15300C) 中国[31]（漢族 0.129%[16]）
          - D4j3e (D4j3+T3753C) 日本[31]、中国（江蘇省漢族1人・計0.0046%[16]）
            - D4j3e1 (D4j3e+A7158G) 中国（上海市等[31]）

          - D4j3f (D4j3+T6488C) 韓国[30]、日本[30]
          - D4j3g (D4j3+T2226C+G15928A) 中国（江蘇省漢族2人・浙江省漢族1人・計0.014%[16]）
            - D4j3g1 (D4j3g+G3391A+T10003C) ロシア[30]

        - D4j11'28 (D4j+T16311C!+G12630A)
          - D4j11 (D4j+T16311C!+G12630A+C11218T) イタリア[30]（カターニア[31]）、ハンガリー[30]、ロシア[30]（バシコルトスタン[31]）、中国（バルガ族[31]）、日本（関東甲信越・中部北陸・計0.1%[4]）
            - D4j11a (D4j11+G14905A) 中国（内モンゴル自治区ブリヤート族[31]）、ロシア（ブリヤート[31]）
            - D4j11b (D4j11a+G16398A) 日本[31]

          - D4j28 (D4j+T16311C!+G12630A+C13788T+C16242T) イタリア[30]、アメリカ合衆国[30]

        - D4j23 (D4j+T16311C!+A16171G) ウクライナ[30]

      - D4j4 (D4j+T10245C) ロシア[30]（ガナサン人[31]）、中国（甘粛省漢族1人・計0.0046%[16]）
        - D4j4a (D4j4+T16263C) ロシア（エヴェンキ・ウリチ[31]）
          - D4j4a1 (D4j4a+C16148T) ロシア（サハリン州ヴァル村Evenki/Ulta人[31]、オホーツク市Evenk/Even人[31]、ブリヤート[31]）

        - D4j4b (D4j4+T14470C) ロシア（エヴェンキ・エヴェン[31]）

      - D4j5 (D4j+A14128G) イラン[30]、チェコ[30]、オーストリア[30]、ドイツ[30]
      - D4j6'13 (D4j+T146C!) 日本（中部北陸地方・計0.1%[4]）
        - D4j6 (D4j+T146C!+G7805A)
        - D4j13 (D4j+T146C!+T485C+G4655A+T5075C)

      - D4j7 (D4j+A9578G+T13753C)
      - D4j8 (D4j+C16174T)
      - D4j9 (D4j+C13573A)
      - D4j10 (D4j+T14488C)
      - D4j12 (D4j+A7353G+C8273T+T15470C)
      - D4j14 (D4j+T16231C) 日本（東北・近畿・計0.1%[4]、愛知県等[31]）
      - D4j15 (D4j+C15529A)
      - D4j16 (D4j+A6752G+G12771A) 日本（九州地方・計0.1%[4]）、中国[31]（漢族 0.060%[16]）
      - D4j17 (D4j+A16299G) 日本[30]（愛知県[31]）
        - D4j17a (D4j17+C9335T)
          - D4j17a1 (D4j17a+T3866C) 中国[31]

      - D4j18 (D4j+G4048A) 日本（東京都[31]）、中国（漢族 0.037%[16]）
        - D4j18a (D4j18+C11509T) 中国（ウイグル族[31]）

      - D4j19 (D4j+T13020C)
      - D4j20 (D4j+T16288C)
      - D4j21 (D4j+T10649C)
      - D4j22 (D4j+T10915C!)
      - D4j24 (D4j+T16093C)
      - D4j25 (D4j+T8277C)
      - D4j26 (D4j+A16293G)
      - D4j27 (D4j+C13071A)

    - D4k 日本（東京都[31]、0.1%・中部北陸地方[4]）、韓国[31]、中国（陝西省漢族1人・安徽省漢族1人・広東省漢族1人・浙江省漢族1人・江蘇省漢族1人・計0.023%[16]、ウイグル族1人[31]）、キルギス[31]
      - D4k1 (D4k+C16174T) 日本（東京都等[31]）
      - D4k2 (D4k+C9407T) 中国（北京市漢族1人等[31]）

    - D4l 日本（0.3%・中部北陸地方等[4]）
      - D4l1
        - D4l1a (D4l1+T3535C+G16145A) 日本[30]（愛知県[31]）
          - D4l1a1 (D4l1a+A9355G) 日本[30]（東京都等[31]、0.2%・東北地方・中部北陸地方[4]）

        - D4l1b (D4l1+A373G) 中国[30]（バルガ族1人・ウイグル族1人・江西省1人[31]）

      - D4l2 ロシア（エヴェンキ・ヤクート・ハンティ[31]）、カザフスタン[31]、中国（ウイグル族[31]、漢族 0.023%[16]）、ハンガリー（今より約950年前の人骨1体[31]）
        - D4l2a ロシア（エヴェン[31]）、中国（黒竜江省ダウール族1人[31]）
          - D4l2a1 ロシア（ユカギール・エヴェンキ[31]）
            - D4l2a1a (D4l2a1+T8843C) ロシア（エヴェン・ヤクート[31]）

          - D4l2a2 ロシア（エヴェン・エヴェンキ・ネギダール[31]）
            - D4l2a2a (D4l2a2+C15749T) ロシア（ユカギール[31]）

        - D4l2b 中国（ラサ市チベット族1人[31]・黒竜江省漢族1人[16]等[31]）

    - D4m
      - D4m1 日本[30]（東京都等[31]、0.5%・東北地方・関東甲信越地方・中部北陸地方[4]）、アメリカ合衆国[31]、中国（河北省漢族1人・浙江省漢族1人・計0.009%[16]）
      - D4m2 カザフスタン[31]、キルギス[31]、中国（キルギス族・ウイグル族[31]）
        - D4m2+A1222G カザフスタン（今より約700年前の人骨1体[31]）
          - D4m2a (D4m2+A1222G+C16214T) ロシア（ニヴフ[31]）、中国（黒竜江省ダウール族[31]）、日本（0.1%・中部北陸地方[4]）
            - D4m2a1 ロシア（エヴェンキ[31]）、中国（漢族 0.088%[16]）
              - D4m2a1a ロシア（エヴェン・ユカギール[31]）

            - D4m2a2 (D4m2a+C194T) ロシア（チェルカン・Tuba[31]）
            - D4m2a3 (D4m2a+C13881T) ロシア（ニヴフ[31]）
            - D4m2a4 (D4m2a+C16192A) ロシア（ヤクート[31]）
            - D4m2a5 (D4m2a+A15847G) ロシア（ニヴフ[31]）
            - D4m2a6 (D4m2a+A7430G) ハンガリー（今より約950年前の人骨1体[31]）
              - D4m2a6a (D4m2a6+C4676T) ロシア（ハムニガン・ブリヤート[31]）

          - D4m2+A1222G+T8868C 中国（ウイグル族・バルガ族・黒竜江省ダウール族[31]）、ロシア（Tuvinian[31]）

    - D4n 日本[30]（0.8%・北海道地方・東北地方・中部北陸地方・近畿地方・九州地方[4]）、韓国[30]、中国（漢族 0.143%[16]）
      - D4n1 日本[30]（愛知県[31]、0.4%・中部北陸地方等[4]）、中国（漢族 0.037%[16]）
        - D4n1a 日本[30]（愛知県・東京都等[31]、0.2%・東北地方・中部北陸地方[4]）

      - D4n2 中国（バルガ族・ティンリ県チベット族・ロバ族・タシュクルガンタジク自治県キルギス族等[31]、漢族 0.083%[16]）、モンゴル[31]、キルギス[31]、ロシア（ブリヤート[31]）
      - D4n3 (D4n+C16185T) 日本[30]

    - D4o
      - D4o1 ロシア（ハムニガン[31]）、中国（漢族 0.069%[16]）
        - D4o1+A16183G イラン（ロレスターン州[31]）
          - D4o1+A16183G+G6917A モンゴル[31]、ロシア（テレウト・ブリヤート[31]）、中国（アルトゥシュ市キルギス族・漢族[31]）
          - D4o1+A16183G+T16342C ロシア（チェルカン・Tuba[31]）
          - D4o1a 日本[30][31]（北海道地方・中部北陸地方・計0.3%[4]）、ロシア[30]（ブリヤート[31]）、中国（山東省漢族1人・計0.0046%[16]）
            - D4o1a1 (D4o1a+G8854A) 日本（東京都・愛知県[31]）

        - D4o1b (D4o1+C16327A) 中国（ウイグル族[31]）
        - D4o1c (D4o1+G6917A) 中国[30]

      - D4o2 中国（バルガ族・黒竜江省ダウール族[31]、漢族 0.051%[16]）
        - D4o2a ロシア（ガナサン[31]）、キルギス[31]、中国（エヴェンキ族・ウイグル族[31]）
          - D4o2a1 中国（ウイグル族・赫哲族等[31]）、ロシア（ネギダール[31]）
          - D4o2a2 (D4o2a+C8897T) ロシア（ヤクート[31]、サハ共和国出土の今より約766年前の人骨1体Yana_Young[31]）
          - D4o2a3 (D4o2a+G6260A) ロシア（ブリヤート[31]）、中国（バルガ族[31]）
          - D4o2a4 (D4o2a+G930C) ロシア（カムチャツカ地方エヴェン・コリャーク[31]）
          - D4o2a5 (D4o2a+C3789T) ロシア（ヤクート[31]）、中国（ウイグル族[31]）
          - D4o2a6 (D4o2a+C15891T)
          - D4o2a7 (D4o2a+C16184T) 中国（黒竜江省ダウール族[31]）
          - D4o2a8 (D4o2a+C8922T) ロシア（マガダン州エヴェン[31]）

      - D4o3 (D4o+G9196A) ロシア（テレウト・ブリヤート[31]）、中国（ウイグル族[31]）

    - D4p モンゴル[31]、ロシア（トジャ・アルタイ・ブリヤート[31]）
      - D4p1 日本[30]（東京都等[31]、東北地方・中部北陸地方・計0.2%[4]）
      - D4p2 (D4p+T15470C) ロシア（ブリヤート[31]）
      - D4p3 (D4p+G3460A) ロシア（アルタイ[31]）

    - D4q ネパール[31]
      - D4q+C16256T インド（ジャンムーカシミール州[31]）、キルギス[31]、中国（山東省[31]、新疆ウイグル自治区出土の今より約870年前の人骨1体[31]）、台湾[30]
        - D4q1 (D4q+C16256T+T16140C) インド（トト族[31]）
        - D4q+C16256T+G4959A キルギス[31]、インド（ウッタルプラデーシュ州Brahman[31]）
          - D4q+C16256T+G4959A+T16356C インド（シェルドゥクペン族[31]）

        - D4q+C16256T+C14827T 中国（ウイグル族[31]）
        - D4q+C16256T+G5824A 中国（ローバ族[31]）
        - D4q3 (D4q+C16256T+T11732C) ドイツ[30]、オランダ[30]、アメリカ合衆国[30]
        - D4q4 (D4q+C16256T+A8944G+G5460A) ドイツ[30]、ポーランド[30]

    - D4r (D4+C10873T) ペルー[31]
      - D4r1 (D4r+C16325T!) ロシア（バシコルトスタン[31]）
        - D4r1a (D4r1+A13153G) ネパール[31]
        - D4r1b (D4r1+T12705C) カザフスタン[31]、中国（遼寧省[31]）

    - D4s 中国（ラサ市チベット族[31]、漢族 0.060%[16]）
      - D4s1 (D4s+G15734A) ロシア（Tuvinian[31]）、中国（ウイグル族[31]）

    - D4t 中国[30]（漢族 0.120%[16]）、日本（沖縄地方・計0.1%[4]）
      - D4t1 (D4t+G15323A) 中国[31]
      - D4t2 (D4t+T13356C+G13928A) 韓国[30]、日本[30]

    - D4u (D4+A8682G) 中国（新疆ウイグル自治区[31]）
    - D4v (D4+C3603T)
      - D4v1 (D4v+A4038G+G7706A+A8745G+T16172C+G16526T) 中国[31]
        - D4v1a (D4v1+G13135A) 中国（浙江省漢族[31]）

      - D4v2 (D4v+C3764T)
        - D4v2a (D4v2+G7762A) 韓国[30]、日本（東京都[31]）、中国[30]（トゥ族[31]）

    - D4w
    - D4x
    - D4y
    - D4z

  - D5・D6 (16189): D5はD4よりも長い歴史を持ち[8][9][10]、3万7千年から3万2千年前頃に誕生したとされており[8][9][10]、D5'6 (16189) は主に東アジアと東南アジア、特に中国、韓国、日本で見られます。 D5a2a2 サブクレードが流行しているが、アメリカ大陸への移動には参加していないようであり、中央アジア、北アジア、南アジアでの頻度は一般的に低い (57/423 = 13.48%) [51] )ヤクートの中で、歴史的にモンゴル拡大の圧力の下でシベリアに移住したテュルク語を話すグループ。[37][8][9][10][11][12][13][38]。主に韓国、日本、中国南部で見られ、特に漢民族で観察頻度が高い、他は東南アジアでも見られる。英語版[39][40][41] 。中央アジア、インド東部でも低頻度で見られるが、下位系統のD5a2a2がシベリアのヤクートでよくみられる[42]。D5の有名人はAAAの西島隆弘、上田晋也、濱田龍臣、糸井重里[43]。
    - D5
      - D5a'b (D5+A9180G)
        - D5a
          - D5a1 日本[30]（岐阜県・東京都[31]、東北地方・中部北陸地方等・計1.0%[4]）
            - D5a1a
              - D5a1a1 日本[30]（東京都・愛知県等[31]、北海道地方・東北地方・関東甲信越地方・中部北陸地方・計0.6%[4]）、中国（山東省漢族1人・計0.0046%[16]）
              - D5a1a2 日本[31]（関東甲信越地方・中部北陸地方・計0.2%[4]）
                - D5a1a2a (D5a1a2+A13527G) 日本[30]（愛知県[31]）、アメリカ合衆国[31]

            - D5a1b (D5a1+T3864C+C10745T) 韓国[30]

          - D5a2
            - D5a2a 
              - D5a2a3 (D5a2a+A2581G)
              - D5a2a4 (D5a2a+T4500C)
              - D5a2a5 (D5a2a+G3460A)
              - D5a2a6 (D5a2a+T4232C)
              - D5a2a+T16092C 韓国[31]、中国（福建省漢族・江西省等[31]）、日本（中部北陸地方[4]）
                - D5a2a1 日本（長野県・岐阜県[31]）、韓国[31]、中国[31]、ベトナム[31]、タイ王国（ラワ族[31]）、シンガポール[31]、カザフ人[31]、トゥヴァ人[31]
                  - D5a2a1+C16172T!
                    - D5a2a1+C16172T!+A13278G
                      - D5a2a1a 日本（千葉県・愛知県等[31]、東北地方・関東甲信越地方・中部北陸地方・近畿地方・計0.8%[4]）
                        - D5a2a1a1 日本（愛知県等[31]、東北地方・中部北陸地方等・計0.3%[4]）
                          - D5a2a1a1a 日本（千葉県・東京都等[31]、近畿地方・中部北陸地方・計0.1%[4]）
                          - D5a2a1a1b (D5a2a1a1+A15218G)
                            - D5a2a1a1b1 (D5a2a1a1b+T15905C) ポーランド[31]
                            - D5a2a1a1b2 (D5a2a1a1b+G3391A) 中国（ウイグル族[31]）

                        - D5a2a1a2 日本[30]（東京都等[31]、中部北陸地方・計0.1%[4]）
                          - D5a2a1a2a (D5a2a1a2+G12007A) 日本（岐阜県・東京都[31]）

                      - D5a2a1+C16172T!+A13278G+C15334T パキスタン（ブルショー[31]）
                      - D5a2a1+C16172T!+A13278G+G16129A! カザフスタン[31]、中国[31]

                    - D5a2a1+C16172T!+T12903C 中国（江西省等[31]）
                    - D5a2a1+C16172T!+A12753G ロシア（クマンディン・Tuba[31]）
                    - D5a2a1+C16172T!+G9966A 中国（湖南省漢族・四川省等[31]）
                    - D5a2a1+C16172T!+A1438G! ネパール[31]、中国（黒竜江省ダウール族等[31]）、韓国[31]
                    - D5a2a1+C16172T!+T16311C! ミャンマー[31]、中国（ミャオ族・河南省漢族等[31]）
                    - D5a2a1+C16172T!+A6779G 中国（福建省漢族等[31]）
                    - D5a2a1+C16172T!+A14280G 中国[31]
                    - D5a2a1+C16172T!+T16266C! 韓国[31]、インド（Gallong族[31]）

                  - D5a2a1b 中国（ローバ族・メンパ族・ニンティ市チベット族・湖南省漢族・マカオ等[31]）、台湾（客家[31]）、インド（Gallong族[31]）、ミャンマー（2.0%[36]）、日本（中部北陸地方・計0.1%[4]）
                    - D5a2a1b1
                    - D5a2a1b2 (D5a2a1b+G10364A)
                    - D5a2a1b3 (D5a2a1b+T15968C)

                  - D5a2a1c (D5a2a1+T11152C)
                  - D5a2a1d (D5a2a1+T16243C)
                  - D5a2a1e (D5a2a1+G9180A!)
                  - D5a2a1f (D5a2a1+G9182A)

                - D5a2a2

          - D5a3

        - D5b
          - D5b1
            - D5b1a 中国（湖北省[31]）
              - D5b1a1 日本[30]（愛知県等[31]、中部北陸地方・計0.3%[4]）、韓国[31]、中国（バルガ族等[31]、漢族 0.148%[16]）
              - D5b1a2 日本[30]（愛知県等[31]）、中国（漢族 0.046%[16]）

            - D5b1b 中国[30][31]（0.872%[16]）、日本[30]（東京都等[31]、東北地方・中部北陸地方・近畿地方等・計0.6%[4]）、カザフスタン[31]
              - D5b1b1 日本[30]（東京都・愛知県等[31]、沖縄地方・東北地方・関東甲信越地方・中部北陸地方・計0.2%[4]）、韓国[31]、中国（漢族重慶市1人・陝西省1人・北京市1人・計0.014%[16]）、ウズベク人[31]
              - D5b1b2 中国（漢族 0.365%[16]）、韓国[31]、日本[30]（東京都[31]、東北地方・中部北陸地方・計0.2%[4]）
                - D5b1b2a (D5b1b2+C5206G) 中国（ウイグル族[31]）
                - D5b1b2b (D5b1b2+C11869T) 中国（ウイグル族[31]）
                - D5b1b2c (D5b1b2+C9168T) キルギス[31]
                - D5b1b2d (D5b1b2+C5121T) 中国[31]、シンガポール[31]

              - D5b1b3 (D5b1b+C14082T) 日本（東京都等[31]）、韓国[31]
              - D5b1b4 (D5b1b+T8793C) 中国[31]
              - D5b1b5 (D5b1b+T14319C) 韓国[31]
              - D5b1b6 (D5b1b+T9813d)
              - D5b1b7 (D5b1b+A2356G) 中国（福建省漢族[31]）
              - D5b1b8 (D5b1b+A3399G)

            - D5b1c
              - D5b1c1 中国（漢族 0.277%[16]）
                - D5b1c1+G15724A! ベトナム（キン族[31]）
                  - D5b1c1a (D5b1c1+G15724A!+A4203G) 中国（河南省漢族[31]、漢族 0.074%[16]）、インドネシア（マナド[31]）
                    - D5b1c1a1 (D5b1c1a+A10548C) フィリピン[31]
                      - D5b1c1a1a (D5b1c1a1+T16124C) フィリピン（イフガオ族・カンカナエ族[31]）

                    - D5b1c1a2 (D5b1c1a+C10202T) フィリピン（イバロイ族[31]）
                    - D5b1c1a3 (D5b1c1a+G12501A) 台湾（アミ族・プユマ族[31]）
                      - D5b1c1a3a (D5b1c1a3+C16184T) 台湾（アミ族等[31]）

                    - D5b1c1a4 (D5b1c1a+T12954C) 中国[31]
                    - D5b1c1a5 (D5b1c1a+A865G)

                - D5b1c1b (D5b1c1+A3111T) 台湾[31]
                  - D5b1c1b1 (D5b1c1b+A13681G) 台湾[31]

                - D5b1c1c (D5b1c1+G5147A) 中国[31]

              - D5b1c2 (D5b1c+C15400T)
                - D5b1c2a (D5b1c2+C11497T) 中国（ウイグル族[31]）

              - D5b1c3 (D5b1c+C3510T) 中国（昆明市漢族[31]）

            - D5b1d 中国[30][31]（漢族 0.083%[16]）
              - D5b1d1 (D5b1d+A13563G) シンガポール[31]
                - D5b1d1a (D5b1d1+A14230G) ロシア（ヤクート[31]）
                - D5b1d1b (D5b1d1+C11623T) 中国[31]

              - D5b1d2 (D5b1d+A4728G) 中国[31]

          - D5b2 日本[30]（東京都・愛知県[31]、中部北陸地方・計0.1%[4]）
          - D5b3 中国（漢族 0.254%[16]）
            - D5b3a 台湾（ルカイ族・パイワン族等[31]）
              - D5b3a1 (D5b3a+C16069T) 台湾（ルカイ族・パイワン族・ブヌン族等[31]）
                - D5b3a1a (D5b3a1+G4491A) 台湾（ルカイ族[31]）

              - D5b3a2 (D5b3a+A12361G) 台湾（パイワン族・ルカイ族・プユマ族等[31]）
                - D5b3a2a (D5b3a2+G14905A) 台湾（パイワン族[31]）

              - D5b3a3 (D5b3a+A13434G) 台湾（パイワン族・ルカイ族[31]）
                - D5b3a3a (D5b3a3+T16017C) 台湾（パイワン族・アミ族[31]）

            - D5b3b (D5b3+T14094C) ベトナム（キン族[31]）
              - D5b3b1 (D5b3b+C14821G) タイ王国（シャン族・タイダム族・タイユアン族[31]）

            - D5b3c (D5b3+T14798C) ラオス（ヴィエンチャンラーオ族[31]）、台湾[31]
            - D5b3d (D5b3+C759T+C11288T) ベトナム[30]

          - D5b4 タイ王国[31]、中国（漢族 0.106%[16]）
            - D5b4a (D5b4+C9992T) ミャンマー[30]、タイ王国[31]、中国[30]
              - D5b4a1 (D5b4a+G8701A) タイ王国（中部タイ人[31]）、ベトナム（キン族[31]）、台湾[31]
                - D5b4a1a (D5b4a1+T13812C) タイ王国（中部タイ人[31]）、中国[31]、台湾[31]
                - D5b4a1b (D5b4a1+G13477A) 台湾[31]、シンガポール[31]

              - D5b4a2 (D5b4a+G15734A) ベトナム（ヌン族・タイー族[31]）
                - D5b4a2a (D5b4a2+C8464T) ベトナム（コーラオ族[31]）、タイ王国（Hmong族[31]）

          - D5b5 (D5b+C12224T) 中国（ウイグル族[31]）

      - D5c

    - D6
      - D6a
      - D6c

| ヒトのミトコンドリアDNAハプログループの系統樹 |                          |    |    |    |    |     |    |    |    |    |    |    |    |    |    |    |    |    |    |    |   |   |   |   |   |    |    |   |   |   |   |  |  |  |  |  |  |
|                                               | ミトコンドリア・イブ (L) |    |    |    |    |     |    |    |    |    |    |    |    |    |    |    |    |    |    |    |   |   |   |   |   |    |    |   |   |   |   |  |  |  |  |  |  |
| L0                                            | L1                       | L5 | L2 | L6 | L4 | L3  | L3 | L3 | L3 | L3 | L3 | L3 | L3 | L3 | L3 | L3 |    |    |    |    |   |   |   |   |   |    |    |   |   |   |   |  |  |  |  |  |  |
| L0                                            | L1                       | L5 | L2 | L6 | L4 |     |    |    |    |    | M  | M  | M  | M  | M  |    | N  | N  | N  | N  | N |   |   |   |   |    |    |   |   |   |   |  |  |  |  |  |  |
| L0                                            | L1                       | L5 | L2 | L6 | L4 | M7  |    | M8 | M8 |    | M9 |    | D  | G  | Q  | N1 |    | N2 |    | N9 |   | A | O | S | X |    | R  | R | R | R | R |  |  |  |  |  |  |
| L0                                            | L1                       | L5 | L2 | L6 | L4 | M7a | C  | Z  | E  | I  | W  | Y  | D  | G  | Q  | R0 | R0 |    | R9 |    | B | A | O | S | X | JT | JT | P | U |   |   |  |  |  |  |  |  |
| L0                                            | L1                       | L5 | L2 | L6 | L4 | M7a | C  | Z  | E  | I  | W  | Y  | D  | G  | Q  | HV | HV | F  | J  | T  | B | A | O | S | X | K  |    | P |   |   |   |  |  |  |  |  |  |
| L0                                            | L1                       | L5 | L2 | L6 | L4 | M7a | C  | Z  | E  | I  | W  | Y  | D  | G  | Q  | H  | V  | F  | J  | T  | B | A | O | S | X | K  |    | P |   |   |   |  |  |  |  |  |  |